# Samson Siasia
Samson Siasia, né le 14 août 1967 à Lagos, est un footballeur nigérian, aujourd'hui reconverti en entraîneur.

## Biographie
Il a joué attaquant dans l'équipe du Nigeria avec laquelle il a remporté la Coupe d'Afrique en 1994. On se souvient aussi de lui pour avoir ouvert la marque face à l'Argentine lors du Mondial 1994 aux États-Unis (le Nigeria perdra finalement la rencontre 2-1). Il faisait également partie de l'effectif du FC Nantes champion de France en 1994-1995.
En tant qu'entraîneur, il a connu des succès avec les différentes équipes nationales nigérianes, tout d'abord avec les moins de 20 ans (Victoire en CAN junior) puis avec les moins de 23 ans (qualification pour les JO de 2008).
Siasia a été l'adjoint du sélectionneur nigérian Augustine Eguavoen de 2005 à 2007.
En juillet 2010, il rejoint le club d'Heartland FC pour un contrat de 6 mois comme superviseur technique pour aider le club à retrouver de bons résultats. Il remplace Kelechi Emeteole et a pour mission d'encadrer l'entraîneur Emeka Ezeugo.
Le 4 novembre 2010, surfant sur ses succès avec les équipes de jeunes, il est nommé à la tête de la sélection nationale, il remplace Lars Lagerbäck démissionnaire après la Coupe du monde 2010.
Le 28 octobre 2011, il est limogé de son poste de sélectionneur par la fédération nigériane en raison de la non-qualification des Super Eagles pour la Coupe d'Afrique des nations de football 2012.

## Joueur

### Équipe nationale
- 46 sélections et 13 buts en équipe du Nigeria entre 1989 et 1998
- Vainqueur de la CAN 1994
- Huitième de finaliste la coupe du monde 1994
- 4e de la Coupe des confédérations 1995
- 3e de la Coupe du monde des moins de 20 ans 1985

## Entraîneur
- 2004-2005 : équipe du Nigeria moins de 20 ans
  - Victoire lors de la  Coupe d'Afrique des nations junior au Bénin en 2005.
  - Qualification et finaliste de la Coupe du monde des moins de 20 ans en 2005.
- 2005-2007  :  Nigeria (entraîneur adjoint)
- 2007-2008 : équipe du Nigeria moins de 23 ans.
  - Vainqueur de la Intercontinental Cup en Malaisie.
  - Qualification pour les JO de 2008.
  -  médaille d'argent aux JO de Pékin 2008.
- 2010-nov. 2010 :  Heartland FC
- déc. 2010-oct. 2011 :  Nigeria
- fév. 2012-2015 :  Durgapur
- fév. 2016-mars 2016 :  Nigeria